# Mathieu Wolf
Pour les articles homonymes, voir Wolf.
Mathieu Wolf ou Mathieu Woff (7 décembre 1868 à Rosheim - 1944 à Auschwitz) est un rabbin français, rabbin de Sedan, déporté et mort à Auschwitz. Il est l'oncle du mathématicien Laurent Schwartz.

## Biographie
Mathieu Wolf naît le 7 décembre 1868 à Rosheim (Bas-Rhin), fils d'Isaac Wolf, marchand forain, né à Horbourg et de Marguerite Hausser.
Dès l'âge de 14 ans, il quitte l'Alsace afin de poursuivre ses études en France, rejoignant sa sœur Rose qui demeure à Paris. En 1887 il est admis au Séminaire israélite de France (SIF) comme boursier de la Ville de Paris, il y reste jusqu'en 1893. En 1891 il est réintégré dans la nationalité française. 
Le 26 novembre 1900, il épouse à Nancy Delphine Schwartz, née le 22 nombre 1876 à Balbronn, sœur du rabbin Isaac Schwartz et nièce du grand rabbin Simon Debré. Ils auront deux fils : André, médecin, et Edgar, professeur agrégé de philosophie.
En 1908, le rabbin Ernest Ginsburger devient le Grand-rabbin de Genève. Avant qu'il ne soit choisi pour ce poste, le nom du rabbin Mathieu Wolf avait aussi été mentionné et, de fait, le rabbin Ginsburger remporte l'élection de Genève par une voix seulement contre le rabbin Mathieu Wolf, qui était alors rabbin de Sedan (Ardennes). Toujours en 1908, il refuse de "concourir" à l'élection de rabbin d'Épinal (Vosges), pour succéder au Grand-rabbin Moïse Schuhl.
Après Sedan, le rabbin Mathieu Wolf devient rabbin de Belfort, puis rabbin de la Synagogue Buffault située  dans le 9e arrondissement de Paris.

### Première Guerre mondiale
Dans l'Univers israélite du 13 août 1915, Mathieu Wolf écrit:"Un bel avenir est réservé au judaïsme français s'il s'en montre digne et s'il se prépare, si les Juifs français font leur devoir aussi bien qu'ils font leur devoirs de Français."
Le rabbin Mathieu Wolf est aumônier militaire de l'armée d'Alsace. Il célèbre la victoire de 1918 dans la synagogue de Strasbourg.

### Entre les deux guerres
Il contribue à la revue Menorah.
Le 2 mai 1938, le rabbin Mathieu Wolf officie au mariage de son neveu, le mathématicien Laurent Schwartz, comme le raconte ce dernier,:
"Pour mon grand-père, le rabbin Simon Debré, j'acceptai le mariage religieux. J'avais célébré ma bar-mitzva en dépit de ma répugnance à prononcer des mots par lesquels je promettais au Seigneur une foi éternelle. J'avais l'impression que l'on me poussait à mentir, puisque je n'avais aucune foi. Mais la cérémonie du mariage ne comporte pas de telles compromissions. Elle n'eut pas lieu dans une synagogue mais au domicile de mon grand-père, et nous fûmes bénis par mon oncle Mathieu Wolf, rabbin, mari de ma tante Delphine (sous l'Occupation, Mathieu et Delphine sont restés à Paris et ont porté l'étoile jaune, puisqu'il était rabbin; ils furent déportés et ne sont jamais revenus)."
Peu avant la Seconde Guerre mondiale, le rabbin Mathieu Wolf prend sa retraite, en raison de son âge et de sa mauvaise santé.

### Seconde Guerre mondiale
Le rabbin Mathieu Wolf reste à Paris durant la guerre et reprend son service à la Synagogue Buffault.
Le rabbin Mathieu Wolf est déporté par le convoi no 76 en date du 30 juin 1944 à Auschwitz, en même temps que son épouse Delphine Wolf, où ils sont morts. Ils ont respectivement 75 ans et 68 ans.

## Distinction
En 1929, il est nommé chevalier de l'ordre national de la Légion d'honneur, à titre militaire et décoré de la croix de guerre 1914-1918.

## Œuvres
- Mathieu Wolf. Variétés Midrashiques. "Noah". L'Univers israélite. Volumes 1898-1899[18].
- Mathieu Wolf. À propos de Purim. L'Univers Israélite, Paris[19].

## Pour approfondir